# 馬格達萊納 (新墨西哥州)
馬格達萊納（英語：Magdalena）是位於美國新墨西哥州索科羅縣的村。

## 人口
根據2020年美國人口普查的數據，馬格達萊納的面積為16.12平方千米，皆為陸地。當地共有人口806人，而人口密度為每平方千米50人。